# Aquae Cutiliae

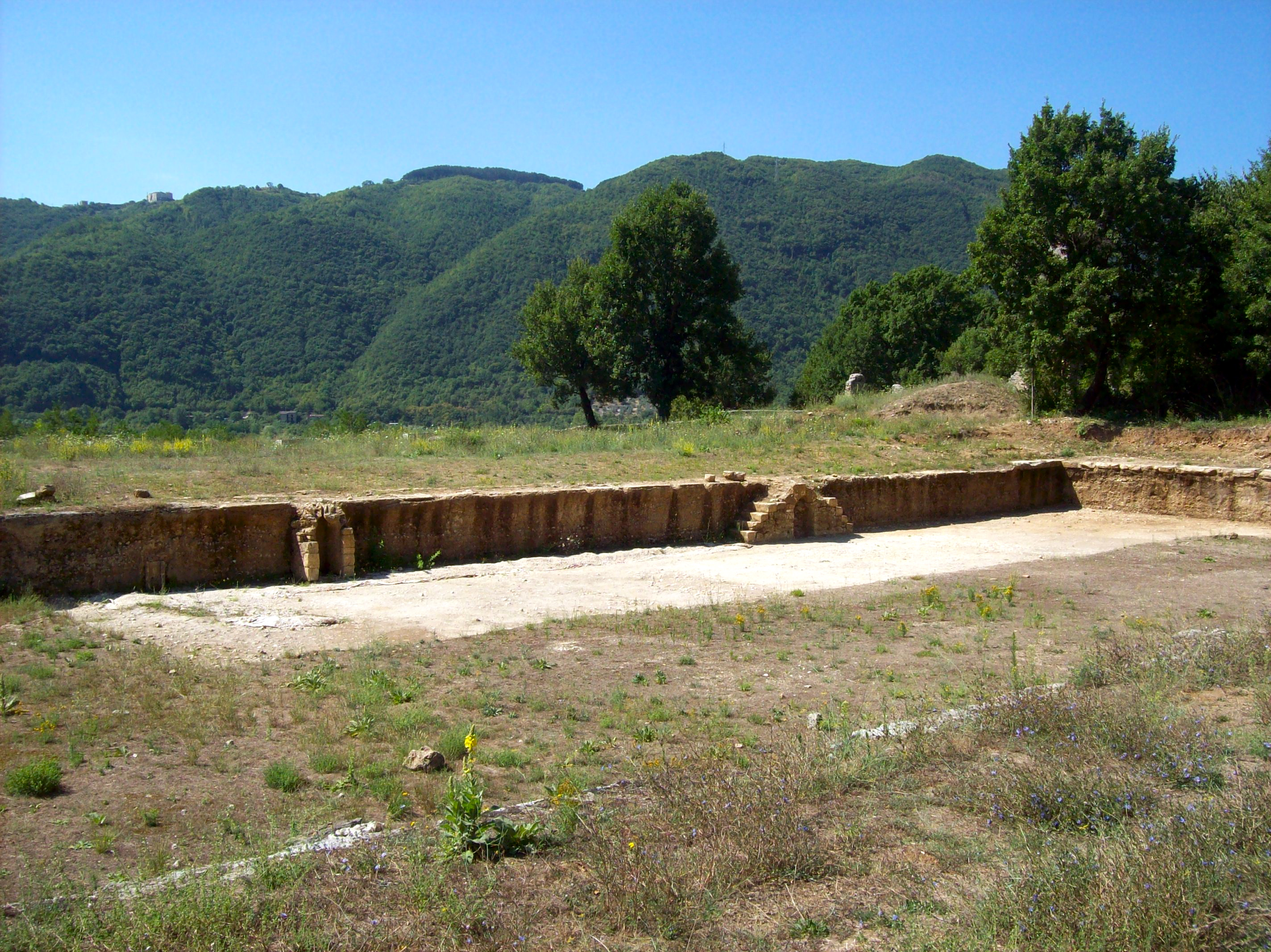
Bad van de thermen van Vespasianus

Aquae Cutiliae is een Romeins kuuroord gelegen op het grondgebied Castel Sant'Angelo, een gemeente in de Italiaanse provincie Rieti (regio Latium).
Het nabijgelegen meer werd door klassieke auteurs als het centrum van Italië beschouwd; Varro beschreef het als de "navel van Italië" (Italiae umbilicus). Het was beroemd om zijn drijvende eilanden, gevormd door de gedeeltelijke verstening van planten.
Het was een populaire badplaats tijdens de Flavische dynastie, die uit de regio waren. Volgens sommige bronnen zou keizer Titus er geboren zijn op 30 december 39 ( volgens Suetonius, in Rome). Zijn vader, keizer Vespasianus stierf er  op 23 juni 79.
De plaats staat vermeld op de Tabula Peutingeriana onder Aqve cvtillie.
Vandaag kan je er nog de enorme ruïnes van de thermale baden zien.